# 노토덴 블루스 페스티벌

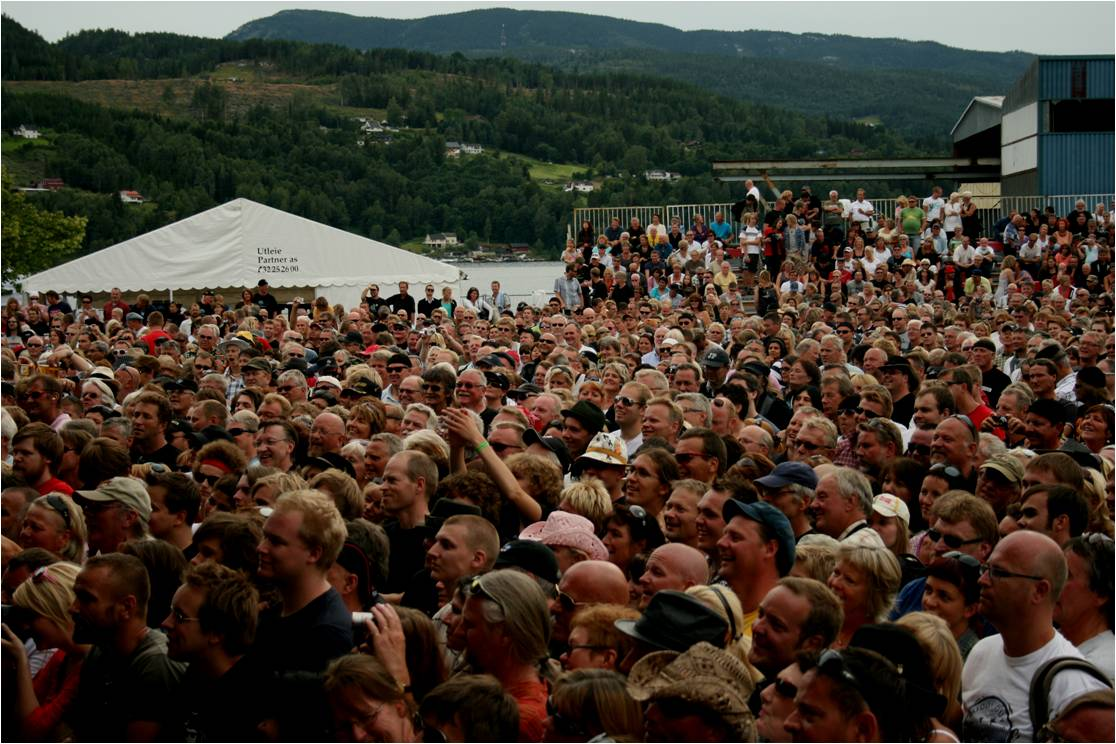
노토덴 블루스 페스티벌 (2009년)

노토덴 블루스 페스티벌(노르웨이어: Notodden Blues Festival)은 노르웨이 텔레마르크주 노토덴에서 열리는 음악 축제이다.